# Обер, Жан-Эрнест
Жан-Эрнест Обе́р (фр. Jean-Ernest Aubert; 11 мая 1824, Париж — 2 июня 1906, там же) — французский живописец, литограф и гравёр.

## Биография
Окончил парижскую Школу изящных искусств, был учеником Поля Делароша и Мартине. 30 марта 1842 года выиграл большую Римскую премию за гравюру, после чего в 1844 году был послан на 5 лет в Рим. По возвращении домой посвятил себя почти исключительно литографии и гравюре на меди, однако с 1851 года занимался преимущественно живописью.
Наиболее известные его произведения: акварельные копии с картин Рафаэля («Триумф Галатеи», «Мадонна с гвоздикой», «Изгнание Илиодора из храма»), гравюры с полотен Жиро (портрет принцессы Матильды, 1853 год) и с Гейльбюта (Палестрина), литографии с Гамона («Сироты») и с Глэра («Галатея»), а также масляные картины «Мученики при Диоклетиане», портрет госпожи Демссер и другие работы. Тематикой большинства его картин были сюжеты из греческой мифологии, часто нарисованные в стиле, характерном для XVIII века.
Согласно оценке А. А. Сомова, «особенно удавались Оберу античные женские фигуры, которым он придавал поэтическую прелесть. Масляные картины этого художника, отличаясь верным рисунком и приятным колоритом, несколько страдают недостатком движения и отсутствием глубины содержания».